# Katie Solesbury Greves
Katie Solesbury Greves (ur. 2 września 1982 w Londynie) – brytyjska wioślarka.

## Osiągnięcia
- Mistrzostwa Świata – Gifu 2005 – ósemka – 5. miejsce[1].
- Mistrzostwa Świata – Eton 2006 – ósemka – 8. miejsce[1].
- Mistrzostwa Świata – Monachium 2007 – ósemka – 3. miejsce[1].
- Igrzyska Olimpijskie – Pekin 2008 – ósemka – 5. miejsce[1].
- Mistrzostwa Świata – Poznań 2009 – czwórka podwójna – 5. miejsce[1].